# 弗兰克·沃生·戴森
弗兰克·沃生·戴森爵士（英語：Frank Watson Dyson，1868年1月8日—1939年5月25日），KBE、皇家学会会员、爱丁堡皇家学会院士，英国天文学家、皇家天文学家。他引入了英格兰格林威治时间信号（报时声），并为证明爱因斯坦的广义相对论起了重要的作用。

## 简历
戴森出生在英国莱斯特郡阿什比德拉祖什附近的米舍姆，是浸礼会牧师雷夫·沃森·戴森和弗朗西斯·多德维尔的儿子，在戴森年幼时全家搬至约克郡。在那儿，他进入哈利法克斯希思文法学校，后来获得了布莱福德文理学校和剑桥大学三一学院奖学金，他在那里学习了数学和天文学，1889年被分为第二牧马人（数学成绩名列第二者）。
1894年被他推荐担任格林尼治天文台高级助理职务，主要负责对天体进行分类编目，后在1905年发表。从1905至1910年，他被任命为苏格兰皇家天文学家，1910年至1933年晋升为皇家天文学家（兼英国皇家格林尼治天文台台长）。1928，他在天文台引入一种新的自摆钟-当时最准确的时钟（肖尔特同步时钟），并组织定期通过拉格比市邮政总局电台发射格林尼治标准时间无线信号。他还在1924年通过英国广播公司介绍了“六个报时短音”分配情况。他曾担任过数年英国钟表协会主席，并在1928年被授予金奖。
戴森以研究日食而著称，是日冕和色球层光谱方面的权威。1919年曾组织了到巴西和普林西比岛观察日食的考察，在1918年停战前他就乐观地开始了考察准备工作。在1919年11月6日皇家学会和英国皇家天文学会联合会议上，戴森提交了1919年5月29日的日食观测报告，这些观察证明了爱因斯坦关于引力对光会产生影响的理论，直到那时，科学界才彻底停止了对该理论的怀疑。
1939年戴森从澳大利亚旅游返回英国时，病死于船上并被进行了海葬。

## 荣誉及奖项
- 皇家学会会员-1901年[1]；
- 爱丁堡皇家学会院士-1906年；
- 英国皇家天文学会主席-1911年至1913年；
- 皇家学会副主席-1913年至1915年；
- 爵士-1915年；
- 英国天文协会主席，1916年–1918年；
- 皇家学会皇家勋章-1921年；
- 太平洋天文学会布鲁斯奖-1922年；
- 英国皇家天文学会金质奖章-1925年；
- 大英帝国最优秀勋章-1926年；
- 英国钟表协会金奖-1928年；
- 国际天文学联合会主席-1928年至1932年；
- 1894年至1906年戴森所居住过的伦敦 SE3 布莱克希斯范布勒山6号，一所钉有蓝色牌匾的住宅；
- 以他的名字命名月球上的戴森环形山及小行星1241 戴森。

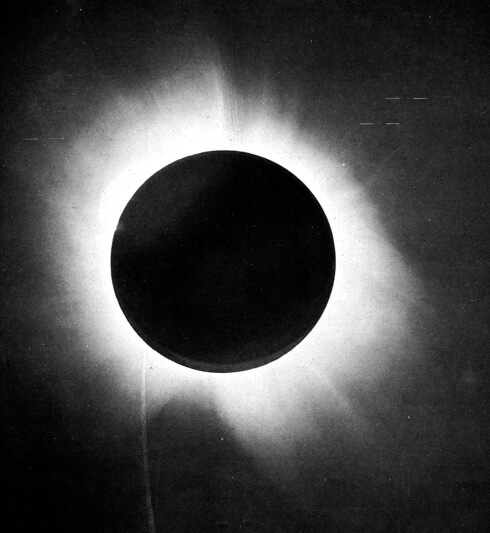
1919年考察队拍摄的日食照片

## 家庭
1894年与帕列蒙·贝斯特的女儿卡罗琳·比塞特·贝斯特结婚，共生育了两个儿子和六个女儿。

## 弗兰克·戴森与弗里曼·戴森
虽然并不清楚弗兰克·戴森和理论物理学家弗里曼·戴森有无亲戚关系，但他俩的父辈-雷夫·沃森·戴森和乔治·戴森（作曲家）都来自姓氏起源地和同族最密集的西约克郡。戴森相信弗兰克爵士激发了他对天文学的兴趣：因为他们有相同的姓氏，当弗里曼·戴森一家人谈论弗兰克爵士的成就时，他还是一个年轻的男孩。

## 作品选
- 天文学（Astronomy），弗兰克·戴森，1910年

## 另请参阅
- 《爱因斯坦和爱丁顿（英语：Einstein and Eddington）》

## 备注
1. 1 2  Eddington, A. S. . Obituary Notices of Fellows of the Royal Society. 1940, 3 (8): 159–126  [2017-07-30]. doi:10.1098/rsbm.1940.0015. （原始内容存档于2017-01-18）.
2. ↑   (PDF). The Royal Society of Edinburgh. July 2006  [2017-07-30]. ISBN 0 902 198 84 X. （原始内容存档 (PDF)于2013-01-24）.
3. ↑  . . University of Cambridge.
4. ↑  Jackson, John. . Monthly Notices of the Royal Astronomical Society (Royal Astronomical Society). 1940, 100 (4): 238–246  [16 January 2017]. Bibcode:1940MNRAS.100Q.238..
5. 1 2 3 4  Spencer Jones, Harold. . The Observatory. 1939, 62 (782): 179–187  [16 January 2017]. Bibcode:1939Obs....62..179S. （原始内容存档于2018-03-06）.
6. ↑  Aitken, Robert Grant. . Publications of the Astronomical Society of the Pacific (Astronomical Society of the Pacific). 1939, 51: 336–338  [16 January 2017]. Bibcode:1939PASP...51..336A.
7. ↑  Wilson, Margaret. . Cambrdge, England: W. Heffer & Sons Ltd. 1951.
8. ↑  . The Observatory: A Monthly Review of Astronomy. November 1919, 42 (545): 389–398. Bibcode:1919Obs....42..389..
9. ↑  Dyson, F. W.; Eddington, A. S.; Davidson, C. . Philosophical Transactions of the Royal Society A: Mathematical, Physical and Engineering Sciences. 1920, 220 (571–581): 291  [2017-07-30]. Bibcode:1920RSPTA.220..291D. doi:10.1098/rsta.1920.0009. （原始内容存档于2018-09-27）.
10. ↑  .   [2017-07-30]. （原始内容存档于2021-01-18）.